# Phạm Ngọc Minh
Phạm Ngọc Minh (sinh năm 1959) là một sĩ quan cấp cao trong Quân đội nhân dân Việt Nam, hàm Thượng tướng. Ông nguyên là Phó Tổng Tham mưu trưởng Quân đội nhân dân Việt Nam (2013-2019).

## Thân thế và sự nghiệp
Năm 2005, được bổ nhiệm giữ chức Phó Tư lệnh kiêm Tham mưu trưởng Quân chủng Hải quân.
Năm 2013, được bổ nhiệm giữ chức Phó Tổng Tham mưu trưởng.
Tháng 12 năm 2016, Phạm Ngọc Minh được Chủ tịch nước Trần Đại Quang thăng quân hàm Thượng tướng (cùng với ba tướng khác là Trần Đơn, Lê Chiêm và Nguyễn Phương Nam).
Tháng 9 năm 2019, ông nghỉ hưu.

## Lịch sử thụ phong quân hàm:
| Cấp hiệu |          |           |        |          |          |           |        |              |            |              |  |  |  |  |  |  |  |  |
| Cấp bậc  | Trung úy | Thượng úy | Đại úy | Thiếu tá | Trung tá | Thượng tá | Đại tá | Chuẩn Đô đốc | Phó Đô đốc | Thượng tướng |  |  |  |  |  |  |  |  |
|          |          |           |        |          |          |           |        |              |            |              |  |  |  |  |  |  |  |  |